# Лексикон прописных истин
Лексикон прописных истин (фр. Dictionnaire des idées reçues; Catalogue des opinions chics) — сатирический словарь, составленный на основе заметок, наблюдений и афоризмов французского писателя Гюстава Флобера после его смерти. В этих заметках Флобер иронически воспроизводит многие заблуждения, штампы, стереотипы и банальности общественного сознания своего времени. Завершить «Лексикон прописных истин» Флоберу не удалось, впервые он был опубликован в 1911—1913 годах. Считается, что автор намеревался ввести произведение в свой незаконченный роман «Бувар и Пекюше».

## История создания
Идею создания подобного словаря у Флобера относят ещё к его юношеским годам. В пятнадцать лет он написал и напечатал в небольшом руанском журнале «физиологический очерк», озаглавленный «Урок естественной истории: вид — мелкий служащий», в котором уже находит выражение его последующее неприятие ограниченности буржуа, не имеющего своих собственных мнений, а повторяющего избитые и заготовленные выражения на все случаи жизни. Некоторые из этих «суждений» Флобер вложил в уста ненавистного ему типажа, выведенного на страницах его юношеского очерка.
Позднее, в письме своему другу Луи Буйле 14 ноября 1859 года Флобер писал: «Подумываю также о „Лексиконе“. Неплохой материал может дать медицина, естественная история и т. д. Вот, например, нечто весьма остроумное из области зоологии. Лангуста. Что такое лангуста? — Лангуста — это самка омара». В письме к своей приятельнице и хозяйке известного литературного салона Луизе Коле от 17 декабря 1852 года Флобер писал, что вернулся к своему прежнему замыслу, то есть к составлению «Лексикона». В нём, по словам автора, «в алфавитном порядке найдут всё, о чём надо говорить в обществе, чтобы прослыть человеком благопристойным…». И далее: произведение должно быть «историческим прославлением всего общепринятого; я покажу, что большинство всегда право, а меньшинство ошибается». Великие люди, которых он намеревался выставить на посмешище глупцам — бесполезны: «Такая апология человеческой низости во всех её проявлениях, от начала до конца ироническая и вопящая, пересыпанная цитатами, доказательствами (от противного) и страшными примерами (это сделать легко), имеет целью покончить со всякими эксцентричностями». В задуманной книге не должно быть ни одного слова, выражающего личную мысль Флобера, а каждый прочитавший её остерегался бы в будущем произнести какую-нибудь фразу, которая имеется там. Также в этом письме он приводит несколько примеров своих сатирических определений.
«Лексикон» постоянно пополнялся за счёт услышанных высказываний со стороны людей самых различных слоёв общества и выписок из книг, газет и журналов, а также при чтении литературы, которую Флобер изучал в ходе подготовительной работы к написанию почти всех своих произведений.
До настоящего времени остаётся дискуссионным вопрос, намеревался ли писатель включить «Лексикон» и в каком виде во вторую часть своего незавершённого роман «Бувар и Пекюше» (издан после смерти писателя в 1881 году). Флобер в одном из своих писем указывал, что задумал историю двух стариков-переписчиков, «своего рода критическую энциклопедию в юмористическом виде», что в новом произведении он хочет излить своё негодование: «Я изрыгну на современников отвращение, которое они мне внушают…». Второй том романа должен был представлять собой своеобразный каталог, состоящий только из выписок главных персонажей из тех книг, которые они прочитали при изучении самых различных наук и учений и в которых они в конце концов разочаровываются. В 1884 году Ги де Мопассан, близко знавший Флобера и называвший его своим учителем, писал, что во второй части романа по замыслу автора должна быть представлена «ужасающая серия тупоумных изречений, невежественных суждений, вопиющих и чудовищных противоречий, грубейших ошибок, постыдных утверждений, непостижимых промахов, выловленных у самых возвышенных, самых широко образованных мыслителей». В разделе «глупцы» должен был быть помещён словарь общепризнанных идей и каталог мнений, считаемых принадлежностью «избранных кругов».
Сам этот роман в литературоведении трактуется различным образом. По одной из точек зрения считается, что Флобер изобразил в нём познавательный тупик науки. Вторая трактовка придерживается того взгляда, что писатель здесь скорее критикует популярную форму научного знания, которая стала модной в европейской культуре. Третья группа исследователей придерживается мнения, что главным объектом критики романа является буржуа, который всё оглупляет вокруг себя, включая даже и науку.
В издательской практике «Лексикон» предваряется двумя афоризмами, дающими представление о характере книги Флобера: Vox populi — vox Dei (с пояснением — народная мудрость) и афоризм Н. Шамфора «Не подлежит сомнению, что всякая общая мысль, всякая общепризнанная условность — бессмыслица, ибо они — достояние большинства».
Определения и выражения, вошедшие в «Лексикон», охватывают широкий круг явлений и областей: политику, этику и мораль, культуру, литературу, искусство, промышленность и т. д. В совокупности своей собранные писателем материалы давали разностороннее сатирическое и ироническое видение окружающего мира. Считается, что объектом критики писателя в этой книге является буржуазное (мещанское) мышление, которое находило отражение во многих персонажах его произведений (Шарль Бовари, аптекарь Омэ, диалоги Эммы с Родольфом и Леоном в романе «Госпожа Бовари»; банкир Дамбрёз и промышленник Фюмишон в романе «Воспитание чувств»). В «Лекциях по зарубежной литературе» В. В. Набоков, известный почитатель творчества Флобера, по этому поводу писал:
Но раз навсегда нужно выяснить смысл, который вкладывал в слово bourgeois Флобер. Кроме тех случаев, когда оно означает попросту „горожанин“ (частое во французском значение), у Флобера слово bourgeois значит „мещанин“, то есть человек, сосредоточенный на материальной стороне жизни и верящий только в общепринятые ценности. Флобер никогда не употребляет слово bourgeois с политэкономическим марксистским оттенком. Для него буржуазность определяется содержимым головы, а не кошелька.
 По мнению Мопассана, антибуржуазность Флобера была направлена не против буржуа как класса, а лишь против тупости особого рода, которая зачастую характеризует представителей этой социальной среды: «Невежество, источник слепых догм, так называемые вечные принципы, условности, предрассудки, весь арсенал пошлых или модных суждений — всё это приводило его в бешенство». Как указывает Мопассан, не следует думать, что Флобер просто издевался над человеческой глупостью и умственным убожеством большинства, так как его отношение к этому было обусловлено повышенной интеллектуальной чувствительностью, что приводило его к мучительным страданиям, когда, наслушавшись подобных разговоров в каком-либо салоне, «он выходил обессиленный, подавленный, словно избитый, и сам превратившись, по его словам в идиота, — так велика была его способность проникать в чужие мысли».

## Примеры
- Автор — Необходимо «быть знакомым с авторами», нет надобности знать их имена.
- Актрисы — Пагуба наших сыновей. — Отличаются ужасным сластолюбием, предаются оргиям, поглощают миллионы (кончают жизнь в больнице). — Виноват! Среди них встречаются превосходные семьянинки!
- Дворянство — Презирать его и завидовать ему.
- Макиавелли — Не читая, утверждать, что он злодей.
- Обязанности — Требовать исполнения их от других, а самому от них отделываться. — У других есть обязанности по отношению к нам, но у нас по отношению к другим их нет.
- Продажа — Купля и продажа — цель жизни.
- Французская академия — Поносить её, но стараться, по возможности, туда попасть.
- Шампанское — Знаменует торжественный обед. — Делать вид, что терпеть его не можешь, говоря: «Это не вино». — Вызывает энтузиазм у «маленьких людей». — Россия потребляет его в большем количестве, чем Франция. — Благодаря шампанскому французские идеи распространились по Европе. — Во время Регентства только и делали, что пили его. — Его не пьют, а «опрокидывают» залпом.

## Влияние
- В спектакль В. Э. Мейерхольда «Дама с камелиями» (1934) был введён в пьесу новый персонаж (мосье Кокардо), произносящий цитаты из «Лексикона прописных истин». По словам режиссёра, «Кокардо, высмеивая буржуа, говорит от имени воображаемого буржуа. Лишь изредка говорит он от себя, стилизуя, однако, свои реплики под Флобера»[7].
- В постмодернистском романе «Попугай Флобера» (1984) современного английского писателя Джулиана Барнса приведён «Лексикон прописных истин Брэйтуэйта», посвящённый биографии и людям, связанным с Флобером.